# Mac OS X v10.5
Mac OS X v10.5 Leopard（マック オーエス テン バージョンじってんご レパード）は、Appleが開発・販売したMac OS Xの6番目のバージョンである。バージョンナンバーは10.5。愛称は、コードネームでもある“Leopard”（レパード）。Mac OS X v10.4の後継である。
後継バージョンMac OS X v10.6以降はIntel Mac専用であり、当バージョンはPowerPCで動作する最後のMac OS Xとなった。OS本体の最終セキュリティアップデートは、2011年6月23日にリリースされた セキュリティアップデート 2011-004である（Javaは2011年6月28日、Safariは2011年7月20日、QuickTimeは2011年8月3日、古いFlash Playerを無効にするためのLeopard セキュリティアップデート 2012-003まで提供）。

## 概要
開発は、2005年のWWDCで発表された。2006年のWWDCでは一部の機能の紹介が行われた。 Appleは、当初2007年初頭のリリースを予定していたが、春に延期され、さらにiPhone開発の優先を理由に2007年10月リリースへと延期している。2007年10月26日18:00（現地時間）に世界各国で発売が開始され、最初の週末で200万本以上を販売された。
ベータ以前の段階ながら、デベロッパープレビュー版のプレビューもWWDCなどADC (Apple Developer Connection) メンバー向け非公開セッションでいくらか行われている。2007年のWWDCでもデベロッパープレビュー版が開発者に配布された。
Leopardには300以上にも及ぶ新機能が搭載された。レガシーなものとの決別も特徴であり、NeXTから引き継いで使われていたディレクトリ・サービスのNetInfoがDSlocalへ置き換えられ、Mac OS 9.2.2を動かすためのClassic環境が排除された。
CocoaおよびJava仮想マシンを含むOS全体が64ビットに対応する（ただしCarbonのUI部分は64ビットに対応しておらず、Carbonアプリケーションを64ビット対応させるにはCocoaでのラッピングが必須となる）。64ビット環境に対応するプロセッサならば、Intel・PowerPCの別を問わず自動的に64ビットに対応し、一つのシステム上で、32ビットアプリケーションと64ビットアプリケーション、32ビットドライバと64ビットドライバが同時に動作可能。これを実現するためにカーネルを32ビットモードにしており、OS全体としては64ビットではない。
画面デザインでは、ウインドウのタイトルバーが白からグレーに変更された。デフォルトで搭載されるアプリケーションのアイコンやツールバーが立体感や透明感の少ないソリッドなものになった。

## 対応環境／システム条件
- IntelプロセッサまたはPowerPC G4（867MHz以上）、PowerPC G5プロセッサ
- DVDドライブ
- FireWireポート標準装備
- 512MB以上のメモリ
- 9GB以上のディスクスペース

## 新機能
Time Machine
ローカルに接続された別ボリュームへの履歴バックアップの自動機能。ユーザが消失、もしくは変更したファイルを復元できる。Mac OS X Server v10.5のネットワークボリュームや、Time Capsuleにもバックアップできる。
Spaces
仮想デスクトップ。デスクトップ上にグループ化されたスペース（空間）に、複数のアプリケーションやウインドウを分けたり、移動することができる。
Boot Camp
再起動することで、Mac OS XとWindows XP/Vistaを切り替えるデュアルブートを実現する機能。
Quick Look
Finderから直接中身を表示する機能。文書やPDF、動画などのファイルを関連アプリケーションを起動することなく、簡単に素早く閲覧することができる。FinderだけでなくTime Machineなど他のアプリケーション上でも利用できる。
デスクトップ
Dockは奥行きのある3次元表示へと変わり、スタックと呼ばれる機能によって、Dock上で複数のファイルを一つにまとめて表示することができるようになった。
Spotlight
ブーリアン演算子と括弧付き構文に対応。ネットワーク上の共有フォルダを検索することができるようになったほか、計算機能も付属するようになった。
Dashboard
WebページをウィジェットにできるWebクリップ機能がついた。
ユニバーサルアクセス
ブライユ点字ディスプレイに対応。音声合成機能が進化し、より自然で人間の音声に近いイントネーションになっている。
iChat
新たにAAC-LDコーデック対応。相手に動画やKeynoteでのプレゼンテーション、iPhotoから取り込んだ画像をストリーミングで見せることができ、Quick Lookに対応する。
AppleScript
Ruby、Python、Objective-Cなどの言語を使って、AppleScript対応アプリケーションの照会と制御ができるようになった。
プロパティリストの作成と編集に対応。
ネットワーク機能の強化
広域Bonjour、Kerberos対応NFSをサポート。どこでもMy Mac機能でインターネットにつながったどのMacからでもアクセスできる。

### 付属アプリケーション
Finder
新たにiTunesに似たデザインとなり、従来の表示方法に加え、Cover Flowによる表示が可能。Quick Lookによりプレビュー機能が強化された。
メール
新たにメモ機能やToDoリスト機能が付属。メモには画像や動画、音声なども貼り付け可能。ステーショナリ作成機能を装備し、30種類以上のテンプレートも付属。
データ検出機能が実装され、住所の自動抽出ができるようになった。
iCal
新たにCalDAVに対応。Mac OS X Sever v10.5のiCal Server と共に利用することでグループウェア的な活用が可能となった。
テキストエディット
自動保存機能がついた。OpenDocumentとMicrosoft Word 2007フォーマットをサポート。
辞書
小学館の国語辞典『大辞泉』、英和・和英辞典『プログレッシブ英和・和英中辞典』、類語辞典『類語例解辞典』とAppleの用語辞典が標準で付属しており、インターネットへの接続環境があればさまざまな言語版のウィキペディアも参照して内容を表示する。

### テクノロジー
Cocoa (API)
64ビット化されたアプリケーションが作成できるようになった。並列演算機能が強化された。
CoreService
メモリ管理、TCP/IPプロトコルスタックなどのサービスが高度にマルチスレッド化され、マルチコアを前提とした並列処理環境への最適化が進んだ。
OpenGL
最新のOpenGL 2.1に対応。徹底したマルチスレッド化によりマルチコア環境でのパフォーマンスが大幅に向上。64ビットに対応、LLVM上での動作により、あらゆる環境上で最適なパフォーマンスを実現する。
Core Animation
簡単な指定を行うだけで、高機能なアニメーションを生成する機能。
Core Text
テキスト描画とレイアウト用のAPI。設計が一新され、Core Foundation互換になった。
Input Method Kit
インプットメソッドの実装を簡略化する。

### セキュリティ
アドレス空間レイアウトのランダム化 (ASLR)
それぞれのプロセスのメモリアドレスをメモリ空間上にランダムに割り当て、不正なプログラムが特定のコードがどこにあるか予測しづらくする。
アプリケーションへの署名
Leopard用に設計されたすべてのアプリケーションは、Appleまたはサードパーティーの開発者の署名が付けられる。
アプリケーションベースのファイアウォール
ユーザは個々のアプリケーションにファイアウォール機能を割り当てることができる。
ファイル暗号化の強化
ディスクユーティリティが256ビットAES暗号化に対応。

### UNIX
UNIX認定を受けたOpen Brand UNIX 03登録製品である。本製品はサン・マイクロシステムズのSolaris 10から移植された機能も多い。以下に挙げる。
DTrace
Solaris 10（初期バージョンから）に搭載されたシステム情報取得機能を移植およびDarwinカーネルに最適化したもの。もともとのDTrace独自言語のほかに、Java、Ruby、Python、Perlからもコールできるように拡張されている。

### 開発環境
開発言語がObjective-C 2.0になり、ガベージコレクションが導入された。Python・RubyとCocoaとのスクリプティングブリッジがバンドルされるようになり、Rubyでの開発が可能に。
Xcode 3.1
プロジェクトのスナップショット機能、キーワード補完機能を搭載。ソースコードリファレンス・関連APIなどの情報を提供するResearch Assistantが付属する。

## 廃止された機能
Classic環境
撤廃により、Mac OS X上でMac OS 9.2.2を動かす環境がなくなった。
Sherlock
Mac OS 8.5で初めて追加されたローカルディスクとネットサービスのサーチエンジンクライアントアプリケーション。機能的には、既にMac OS X v10.4 TigerでDashboardやSpotlightに置き換えられていた。
NetInfo
NEXTSTEPから引き継がれた管理情報データベースおよびディレクトリ・サービス機能。ネットワーク資源の管理はOpen Directoryに置き換えられ、ローカル資源の管理はDSlocalに引き継がれる。
Service Location Protocol (SLP)
サービス発見のためのプロトコル。Mac OS 8.5からSLP Version 1、Mac OS 9からSLP Version 2が利用できたが、Mac OS X v10.2からはBonjourと併用され、v10.5でSLPは廃止された。

## バージョン履歴
- Mac OS X v10.5.0 (build 9A581)、2007年10月26日 パッケージ版製品あり
- Mac OS X v10.5.1[11] (build 9B18)、2007年11月14日 パッケージ版製品有
- Mac OS X v10.5.2[12] (build 9C31)、2008年2月11日
  - Time Machine Update[13] (build 9C7010)、2008年3月20日
- Mac OS X v10.5.3[14] (build 9D34)、2008年5月28日
- Mac OS X v10.5.4[15] (build 9E17)、2008年6月30日 パッケージ版製品(build 9E26)あり
- Mac OS X v10.5.5[16] (build 9F33)、2008年9月15日
- Mac OS X v10.5.6[17] (build 9G55)、2008年12月15日 パッケージ版製品(build 9G66)あり
- Mac OS X v10.5.7[18] (build 9J61)、2009年5月12日
- Mac OS X v10.5.8 (build 9L30)、2009年8月5日
- Mac OS X v10.5.8[19] (build 9L31a)、2009年8月13日[20]